# Чемпіонат світу з джіу-джитсу
Чемпіонат світу з джіу-джитсу — міжнародне змагання з джіу-джитсу, яке щодва роки проводиться у форматі чемпіонату Міжнародною федерацією джіу-джитсу. Змагання за світову першість проводиться з 1998 року.
Чемпіонат проходить за турнірною схемою і включає в себе такі дисципліни:
- бій між двома суперниками
- бій між чотирма суперниками
- техніка самозахисту

Змагання проходять відповідно до встановлених правил. Контроль змагання здійснюється чотирма представниками федерації: рефері, секундант та два бокових судді.

## Вагові категорії
Бійці, які беруть участь у змаганнях чемпіонату, поділяються на сім вагових категорій:
| Вага         | Чоловіки                 | Жінки                    |
| Легша        | —                        | до 55 кг (122 фунти)     |
| Напівлегка   | до 62 кг (137 фунтів)    | до 62 кг (137 фунтів)    |
| Легка        | до 69 кг (152 фунти)     | до 70 кг (155 фунтів)    |
| Напівсередня | до 77 кг (170 фунтів)    | понад 70 кг (155 фунтів) |
| Середня      | до 85 кг (188 фунтів)    | —                        |
| Напівважка   | до 94 кг (208 фунтів)    | —                        |
| Важка        | понад 94 кг (208 фунтів) | —                        |

## Хронологія турнірів чемпіонату світу
У таблиці, що наведена нижче, вказані всі чемпіони світу з джіу-джитсу, обох статей, у категорії бою між двома суперниками, у кожній ваговій категорії, за весь час існування чемпіонату.
| Рік  | Місце проведення         | Стать | Чемпіони         | Чемпіони           | Чемпіони            | Чемпіони          | Чемпіони         | Чемпіони                   | Чемпіони          |
| Рік  | Місце проведення         | Стать | Легша вага       | Напівлегка вага    | Легка вага          | Напівсередня вага | Середня вага     | Напівважка вага            | Важка вага        |
| 1998 | Берлін, Німеччина        | Ж     | Флоренс Бейлі    | Патрісія Геккенс   | Софі Альбер         | Йенні Бролін      |                  |                            |                   |
| 1998 | Берлін, Німеччина        | Ч     |                  | Йорн Майнерс       | Ґерхард Абляйдінґер | Марк-Марі Луізе   | Бертран Амосу    | Йоахім Ґьорманн            | Ґжеґож Жимолаґ    |
| 2000 | Копенгаген, Данія        | Ж     | Анабелль Реді    | Катрін Берґер      | Юдіт де Верд        | Сабіне Фельзер    |                  |                            |                   |
| 2000 | Копенгаген, Данія        | Ч     |                  | Кейі Молінарі      | Ґерхард Абляйдінґер | Ян Хенінґсен      | Роб Ганс         | Едуарду Амару де Фіґейріду | Марселу Фіґейріду |
| 2002 | Пунта-дель-Есте, Уругвай | Ж     | Анабелль Реді    | Ізабель Бакон      | Анна Дімберг        | Сабіне Фельзер    |                  |                            |                   |
| 2002 | Пунта-дель-Есте, Уругвай | Ч     |                  | Франсіско Ґарсія   | Сітіл Жюфруа        | Ґреґорі Вальяріно | Маттейс Вілгемус | Фернандо Сеґовія           | Марселу Фіґейріду |
| 2004 | Мадрид, Іспанія          | Ж     | Жанна Расмуссен  | Ніколе Сідбойє     | Ліндсай Веятт       | Агнешка Хліпала   |                  |                            |                   |
| 2004 | Мадрид, Іспанія          | Ч     |                  | Франсіско Ґарсія   | Вольфґанґ Гайндель  | Баррі ван Боммел  | Андреас Кюль     | Уве Штайнметц              | Фредерік Юссон    |
| 2006 | Роттердам, Нідерланди    | Ж     | Анабелль Реді    | Ізабель Бакон      | Ліндсай Веятт       | Тая Лутьє         |                  |                            |                   |
| 2006 | Роттердам, Нідерланди    | Ч     |                  | Андерс Лаурідсен   | Жульєн Буссюж       | Ігор Руднєв       | Андреас Кюль     | Роб Ганс                   | Фредерік Юссон    |
| 2008 | Мальме, Швеція           | Ж     | Лінда Ліндстрьом | Мір'яна Мартинович | Мелані Лавіс        | Тая Лутьє         |                  |                            |                   |
| 2008 | Мальме, Швеція           | Ч     |                  | Павло Коржавих     | Жульєн Буссюж       | Маріо Шталлер     | Андреас Кюль     | Ведран Ікич                | Роб Ганс          |
| 2010 | Санкт-Петербург, Росія   | Ж     | Манді Зоннеманн  | Гелен Ірене Барс   | Алєксандра Іванова  | Алла Падєріна     |                  |                            |                   |
| 2010 | Санкт-Петербург, Росія   | Ч     |                  | Павло Коржавих     | Дмитро Бєшенєц      | Маріо Шталлер     | Томаш Краєвський | Сергій Кунашов             | Єгор Стєпанов     |
| 2012 | Відень, Австрія          | Ж     |                  |                    |                     |                   |                  |                            |                   |
| 2012 | Відень, Австрія          | Ч     |                  |                    |                     |                   |                  |                            |                   |

Найбільша кількість титулів у національному та особистому заліку:
| Країна     |    |
| Франція    | 16 |
| Німеччина  | 13 |
| Нідерланди | 10 |
| Росія      | 8  |
| Данія      | 6  |
| Бразилія   | 3  |
| Іспанія    | 3  |
| Польща     | 3  |
| Швеція     | 3  |
| Австрія    | 2  |

| Чоловіки            |   |
| Роб Ганс            | 3 |
| Андреас Кюль        | 3 |
| Ґерхард Абляйдінґер | 2 |
| Жульєн Буссюж       | 2 |
| Франсіско Ґарсія    | 2 |
| Павло Коржавих      | 2 |
| Марселу Фіґейріду   | 2 |
| Маріо Шталлер       | 2 |
| Фредерік Юссон      | 2 |

| Жінки          |   |
| Анабелль Реді  | 3 |
| Ізабель Бакон  | 2 |
| Ліндсай Веятт  | 2 |
| Тая Лутьє      | 2 |
| Сабіне Фельзер | 2 |